# Armée de l'air finlandaise
La Force aérienne finlandaise (En en finnois : Suomen ilmavoimat, en en suédois : Finlands flygvapen) est l'une des composantes de l'armée finlandaise. En tant que corps distinct de l'armée, la Force aérienne finlandaise est l'une des plus anciennes dans le monde, existant officiellement depuis le 6 mars 1918.

## Historique

La cocarde finlandaise de 1918 à 1945

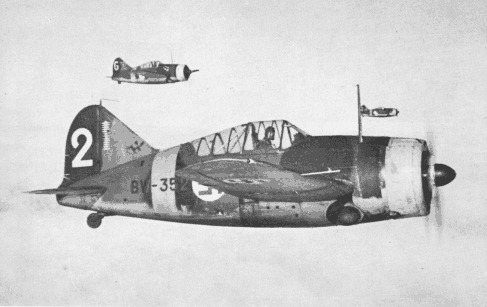
Une formation de Brewster B239 finnois durant la guerre de continuation.

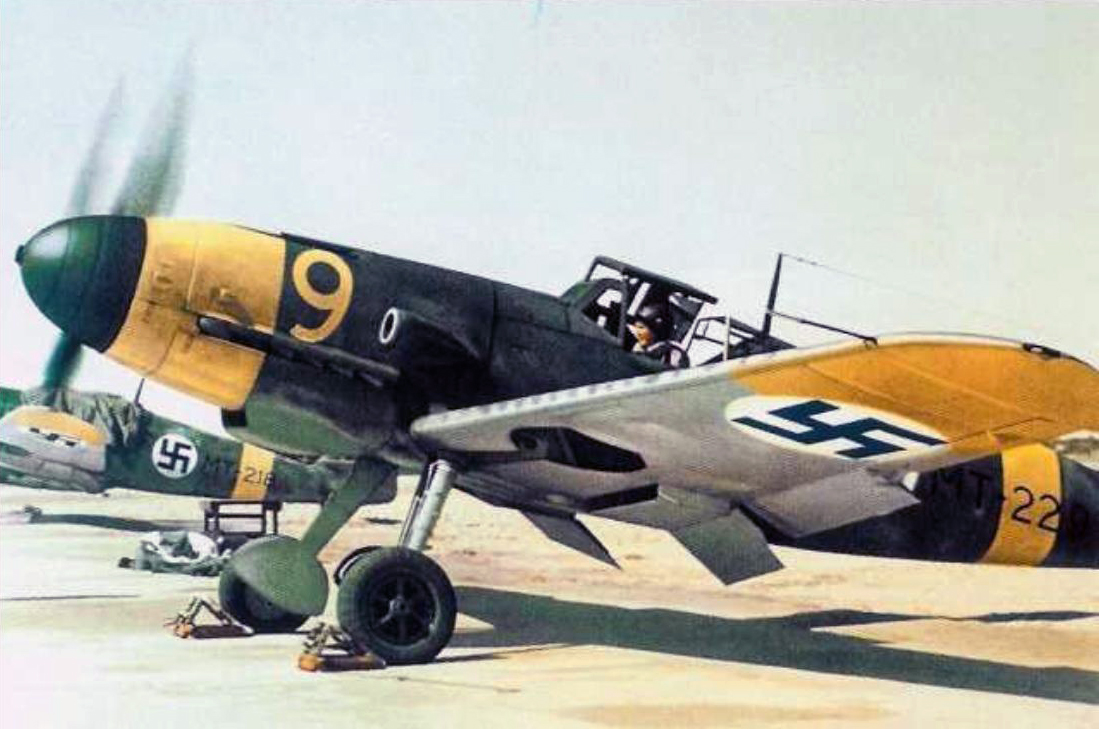
Messerschmitt Bf 109 G-2 sur l'aéroport Malmi d'Helsinki en juin 1943.

Le 6 mars 1918, la force aérienne fut officiellement créée alors que la Finlande prenait son indépendance d'une Russie en proie à une guerre civile et fut immédiatement engagée dans la guerre civile finlandaise.
La cocarde finlandaise de l'époque est très antérieure à la croix gammée nazie. Il s'agit d'un symbole de chance, emblème personnel du comte suédois Eric von Rosen qui donna son premier avion, un Morane-Saulnier Parasol construit en Suède, à la Finlande en 1918. Pour éviter toute ambiguïté avec l'emblème nazi, la swastika a été abandonnée le 6 décembre 1944, après l'armistice avec l'URSS, et remplacée par une cocarde classique ronde bleue et blanche. Quelques avions l’arborent jusqu’en 2017.
Eric von Rosen avait un lien avec le régime hitlérien : il était lié à Hermann Göring depuis le mariage de Goering en 1923 avec sa belle-sœur Carin von Kantzow, qu’il avait présentée au futur chef de la Luftwaffe (armée de l’air) lors de l’hiver 1920-1921.

### Seconde Guerre mondiale
Au déclenchement de la guerre d'Hiver le 30 septembre 1939, elle est équipée de 32 chasseurs Fokker D.XXI construits sous licence avec un moteur Pratt & Whitney, 14 chasseurs Bristol Bulldog, 17 bombardiers légers Bristol Blenheim construits sous licence et 58 avions de liaison.
Alors que l'aviation finlandaise n’a pas aligné plus de 200 chasseurs à son apogée durant la guerre de Continuation, elle a compté quasiment une centaine d’as pendant le second conflit mondial dont 34 sur Brewster F2A Buffalo (nom à l'exportation Brewster 239) et revendique la destruction de 1 621 avions soviétiques pour la perte de 210 avions durant ce conflit.
Entre le 25 juin 1941 et le 21 mai 1944, durant la guerre de Continuation, les 44 Brewster F2A Buffalo qui sont arrivés à partir de février 1940 après la guerre d'Hiver ont revendiqué la destruction de 459 avions ennemis pour la perte de 15 Brewster en combat, 4 dans des accidents et 2 détruits au sol lors de raids.
Les pilotes de chasse furent transférés sur Messerschmitt BF 109 G à partir de 1943 où ils revendiquèrent 663 victoires. Les pertes en opérations s'élèvent à 34 Bf 109 G et celles pour autres raisons à 22 avions.

### Après guerre
En 1952, elle perçoit 6 de Havilland Vampire FB.52 puis, en 1955, 9 biplaces Vampire T.55. 5 sont en service en 1962 et les derniers sont retirés en 1965.
En 1958 et 1959 lui furent livrés 13 avions Folland Gnat qui restèrent en service jusqu'en 1972. Trois d'entre eux avaient un nez modifié capable de recevoir trois caméras de reconnaissance. 11 sont en service en 1962 et les derniers restèrent en service jusqu'en 1972.
À la suite d'une note soviétique de 1961, l'achat de 22 MiG-21F-13 est approuvé en 1962 et un groupe de pilotes finlandais part pour formation en l'Union soviétique à l'automne 1962. Ils entrent en service entre avril 1963 et 1986. A partir de 1978, c'est le MiG-21Bis avec un radar tout temps qui les remplace. Pour l'entrainement, 4 MiG-15UTI construits en Tchécoslovaquie sont en service entre novembre 1962 et février 1977.

## Organisation dans les années 2000
- 3 escadrons d'avions de chasse F-18C/D
- 1 Fighter Squadron Hawk
- 6 bases de préparation, aéroport de Jyväskylä : AFCOMFIN (commandement) et l'académie de l'air (escadron N°41) ; aéroport de Rovaniemi escadron N°11 ; aéroport de Kuopio escadron N°31 ; aéroport de Tampere-Pirkkala, base de support.
- 1 escadron de soutien
- 7 escadrilles de communications

Total de 3 100 personnes. 38 000 en cas de mobilisation générale

## Aéronefs

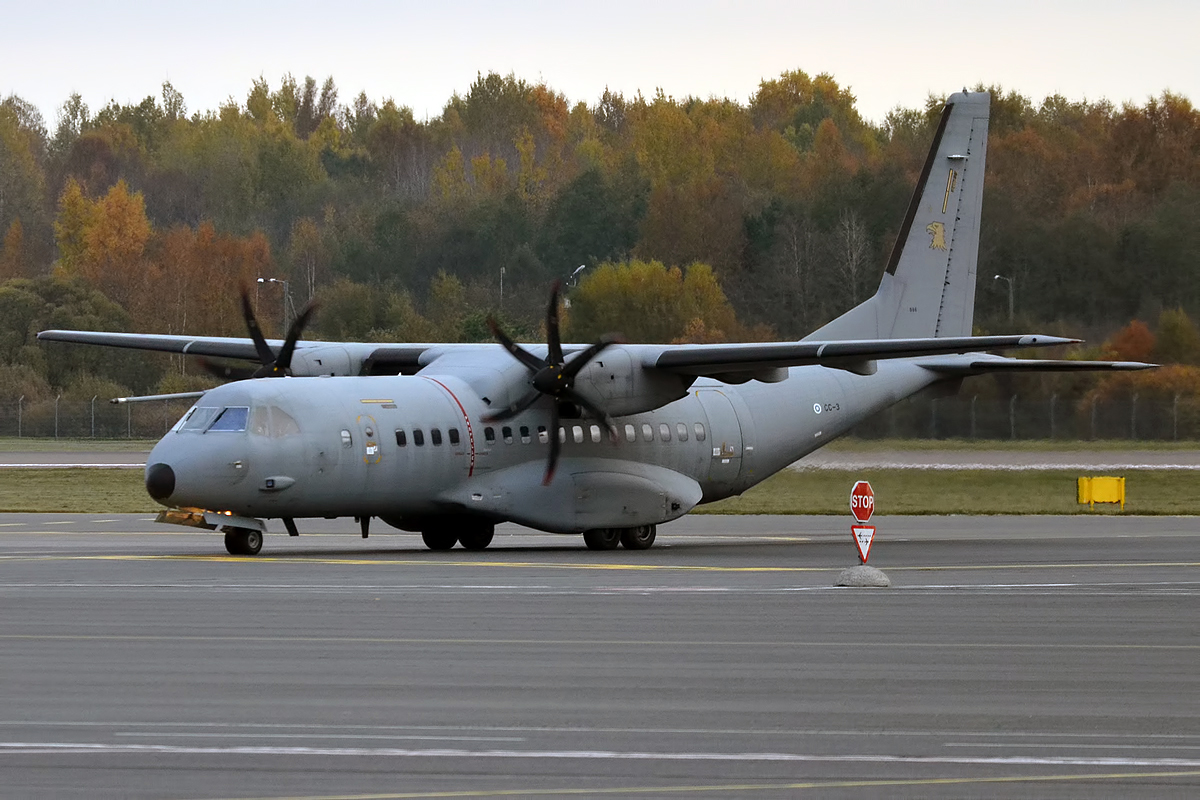
CASA C-295M

Les appareils en service en 2016 sont les suivants :
| Aéronefs                        | Origine         | Type                                                          | En service      | Versions                                |                 |                 |
| Avion de chasse                 | Avion de chasse | Avion de chasse                                               | Avion de chasse | Avion de chasse                         | Avion de chasse | Avion de chasse |
| ------------------------------- | --------------- | ------------------------------------------------------------- | --------------- | --------------------------------------- | --------------- | --------------- |
| McDonnell Douglas F/A-18 Hornet | États-Unis      | Avion multirôle                                               | 62              | versions F/A-18C et F/A-18D.            |                 |                 |
| Avion de transport              |                 |                                                               |                 |                                         |                 |                 |
| CASA C-295                      | Espagne         | avion de transport tactique et de reconnaissance électronique | 3               | C295M                                   |                 |                 |
| Learjet 35                      | États-Unis      | Avion de transport                                            | 3               | Learjet 35A et Learjet 35R.             |                 |                 |
| Pilatus PC-12                   | Suisse          | Avion de transport/utilitaire                                 | 6               | version PC-12NG                         |                 |                 |
| Fokker F27                      | Pays-Bas        | Avion de transport & de guerre électronique                   | 1               |                                         |                 |                 |
| Avion d'entraînement            |                 |                                                               |                 |                                         |                 |                 |
| BAe Hawk                        | Royaume-Uni     | Avion d'entraînement                                          | 65              | Hawk Mk-51A et Mk-66.                   |                 |                 |
| Valmet L-70 Vinka               | Finlande        | Avion d'entraînement                                          | 27              | version L-70A. Retiré le 31 août 2023.  |                 |                 |
| Grob G 115                      | Allemagne       | Avion d’entrainement                                          | 0               | 28 entrant en service à partir de 2023. |                 |                 |

### Programme HX
Au début de 2021 la Finlande a sélectionné cinq avions pour renouveler sa flotte de 64 avions de combat pour un montant total estimé à 9 milliards de dollars. Les avions sélectionnés pour la phase finale de la compétition (HX Fighter Program (en)) sont :
- Eurofighter Typhoon
- Dassault Rafale
- Saab JAS 39 Gripen
- Boeing F/A-18E/F Super Hornet
- Lockheed Martin F-35 Lightning II

Le 8 décembre 2021, le gouvernement finlandais annonce son choix de finalement retenir le F-35, et de passer commande de 64 chasseurs pour un montant de 8,4 milliards d'euros, soit la plus importante commande militaire de l'histoire de la Finlande.

## Commandants
| Grade              | Nom                | Du                 | Jusqu'au          |
| Capitaine          | Carl Seber         | 28 avril 1918      | 13 décembre 1918  |
| Lieutenant Colonel | Torsten Aminoff    | 14 décembre 1918   | 6 janvier 1919    |
| Colonel            | Sixtus Hjelmmann   | 10 janvier 1919    | 25 octobre 1920   |
| Major              | Aarne Somersalo    | 26 octobre 1920    | 2 février 1926    |
| Colonel            | Väinö Vuori        | 2 février 1926     | 7 septembre 1932  |
| Lieutenant Général | Jarl Lundqvist     | 8 septembre 1932   | 29 juin 1945      |
| Lieutenant Général | Frans Helminen     | 30 juin 1945       | 30 novembre 1952  |
| Lieutenant Général | Reino Artola       | 1er décembre 1952  | 5 décembre 1958   |
| Major Général      | Fjalar Seeve       | 6 décembre, 1958   | 12 septembre 1964 |
| Lieutenant Général | Reino Turkki       | 13 septembre, 1964 | 4 décembre 1968   |
| Lieutenant Général | Eero Salmela       | 7 février, 1969    | 21 avril 1975     |
| Lieutenant Général | Rauno Meriö        | 22 avril, 1975     | 31 janvier 1987   |
| Lieutenant Général | Pertti Jokinen     | 1er février 1987   | 31 janvier 1991   |
| Lieutenant Général | Heikki Nikunen     | 1er février 1991   | 30 avril 1995     |
| Major Général      | Matti Ahola        | 1er mai 1995       | 31 août 1998      |
| Lieutenant Général | Jouni Pystynen     | 1er septembre 1998 | 31 décembre 2004  |
| Lieutenant Général | Heikki Lyytinen    | 1er janvier 2005   | 31 juillet 2008   |
| Lieutenant Général | Jarmo Lindberg     | 1er août 2008      | 29 février 2012   |
| Major General      | Lauri Puranen      | 1er mars 2012      | 31 mars 2014      |
| Major General      | Kim Jäämeri        | 1er avril 2014     | 31 mai 2017       |
| Major General      | Sampo Eskelinen    | 1er juin 2017      | 31 mars 2019      |
| Major General      | Pasi Jokinen       | 1er avril 2019     | 31 mai 2022       |
| Major General      | Juha-Pekka Keränen | 1er juin 2022      |                   |